# Pedro de Sintra

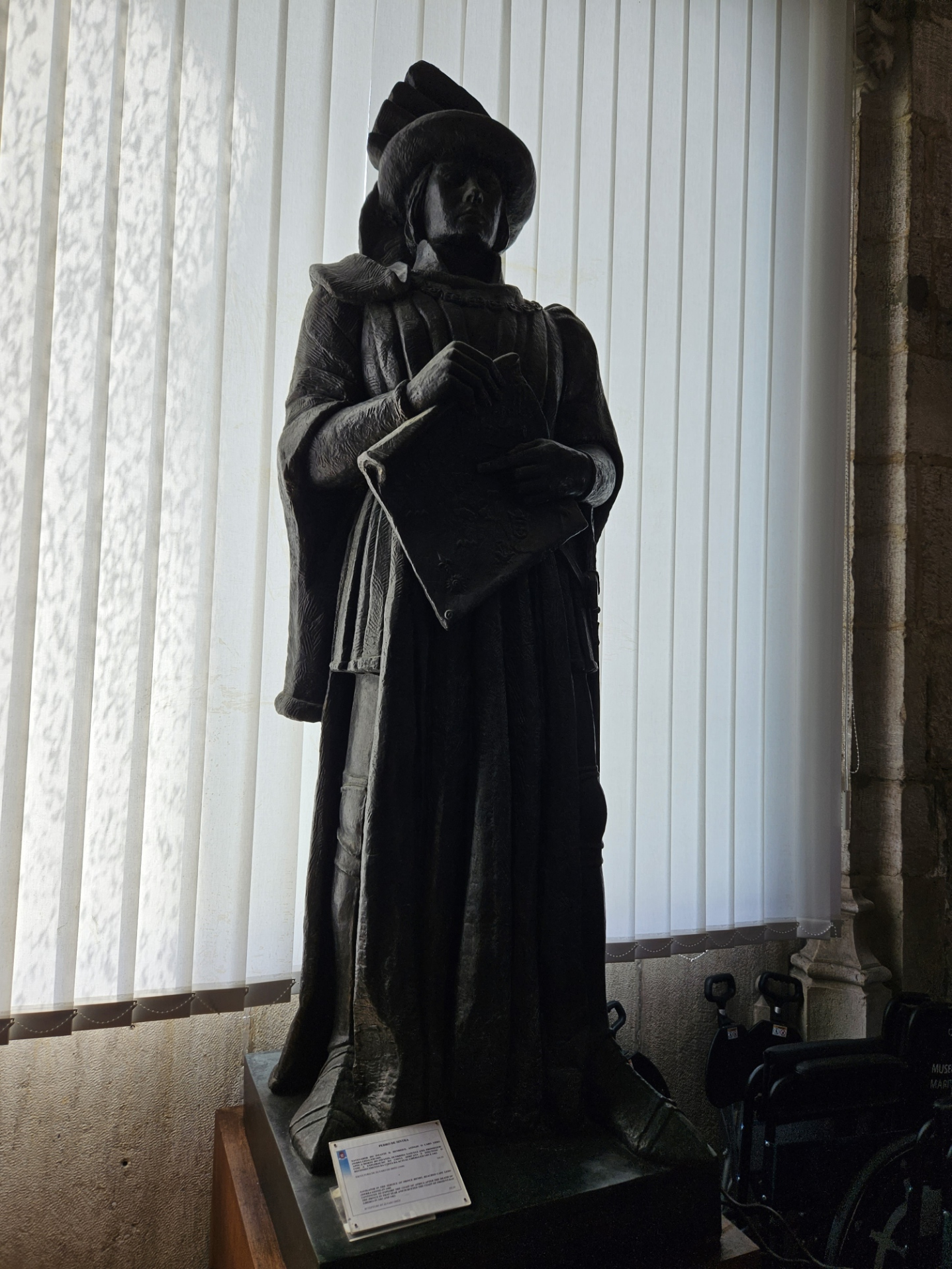
Statue von de Sintra aus dem Jahr 1948 im Museu de Marinha in Lissabon

Pedro de Sintra († 1484 in Guinea), auch Pedro da Cintra bzw. als Pêro de Sintra oder Pedro da Sintra bekannt, war ein portugiesischer Entdecker des 15. Jahrhunderts. Auf einer seiner Reisen gab er 1460/61 dem Gebirgszug auf der Sierra Leone Peninsula den Namen Serra Lyoa (portugiesisch für Löwengebirge), der sich später auf die ganze umliegende Küste ausdehnte.
Auf einer weiteren Expedition erreichte er das Königreich Benin und Nigeria.
De Sintra ist 1484 in Guinea gestorben.
Ein Bericht einer seiner Reisen ist durch den Venezianer Alvise Da Mosto überliefert und wurde erstmals 1507 im Rahmen der von Fracanzano da Montalboddo herausgegebenen Anthologie Paesi novamente retrovati („Jüngst wiederentdeckte Länder“) veröffentlicht.